# Галльстагаммар (комуна)
Комуна Галльстагаммар (швед. Hallstahammars kommun) — адміністративно-територіальна одиниця місцевого самоврядування, що розташована в лені Вестманланд у центральній Швеції.
Галльстагаммар 258-а за величиною території комуна Швеції. Адміністративний центр комуни — місто Галльстагаммар.

## Населення
Населення становить 15 319 чоловік (станом на вересень 2012 року). 
| Кількість населення комуни Галльстагаммар за 1970-2010 роки | Кількість населення комуни Галльстагаммар за 1970-2010 роки | Кількість населення комуни Галльстагаммар за 1970-2010 роки | Кількість населення комуни Галльстагаммар за 1970-2010 роки | Кількість населення комуни Галльстагаммар за 1970-2010 роки |
| ----------------------------------------------------------- | ----------------------------------------------------------- | ----------------------------------------------------------- | ----------------------------------------------------------- | ----------------------------------------------------------- |
| Рік                                                         |                                                             |                                                             | Населення                                                   |                                                             |
| 1970                                                        | 1970                                                        |                                                             | 18 988                                                      | 18 988                                                      |
| 1975                                                        | 1975                                                        |                                                             | 18 552                                                      | 18 552                                                      |
| 1980                                                        | 1980                                                        |                                                             | 18 237                                                      | 18 237                                                      |
| 1985                                                        | 1985                                                        |                                                             | 16 854                                                      | 16 854                                                      |
| 1990                                                        | 1990                                                        |                                                             | 16 628                                                      | 16 628                                                      |
| 1995                                                        | 1995                                                        |                                                             | 16 072                                                      | 16 072                                                      |
| 2000                                                        | 2000                                                        |                                                             | 15 064                                                      | 15 064                                                      |
| 2005                                                        | 2005                                                        |                                                             | 14 955                                                      | 14 955                                                      |
| 2010                                                        | 2010                                                        |                                                             | 15 175                                                      | 15 175                                                      |
| Джерело: SCB                                                |                                                             |                                                             |                                                             |                                                             |

## Населені пункти
Комуні підпорядковано 4 міські поселення (tätort) та низка сільських, більші з яких:
- Галльстагаммар (Hallstahammar)
- Кольбек (Kolbäck)
- Стремсгольм (Strömsholm)
- Серстафорс (Sörstafors)
- Боргосунд (Borgåsund)
- Мельнторп (Mölntorp)

## Галерея

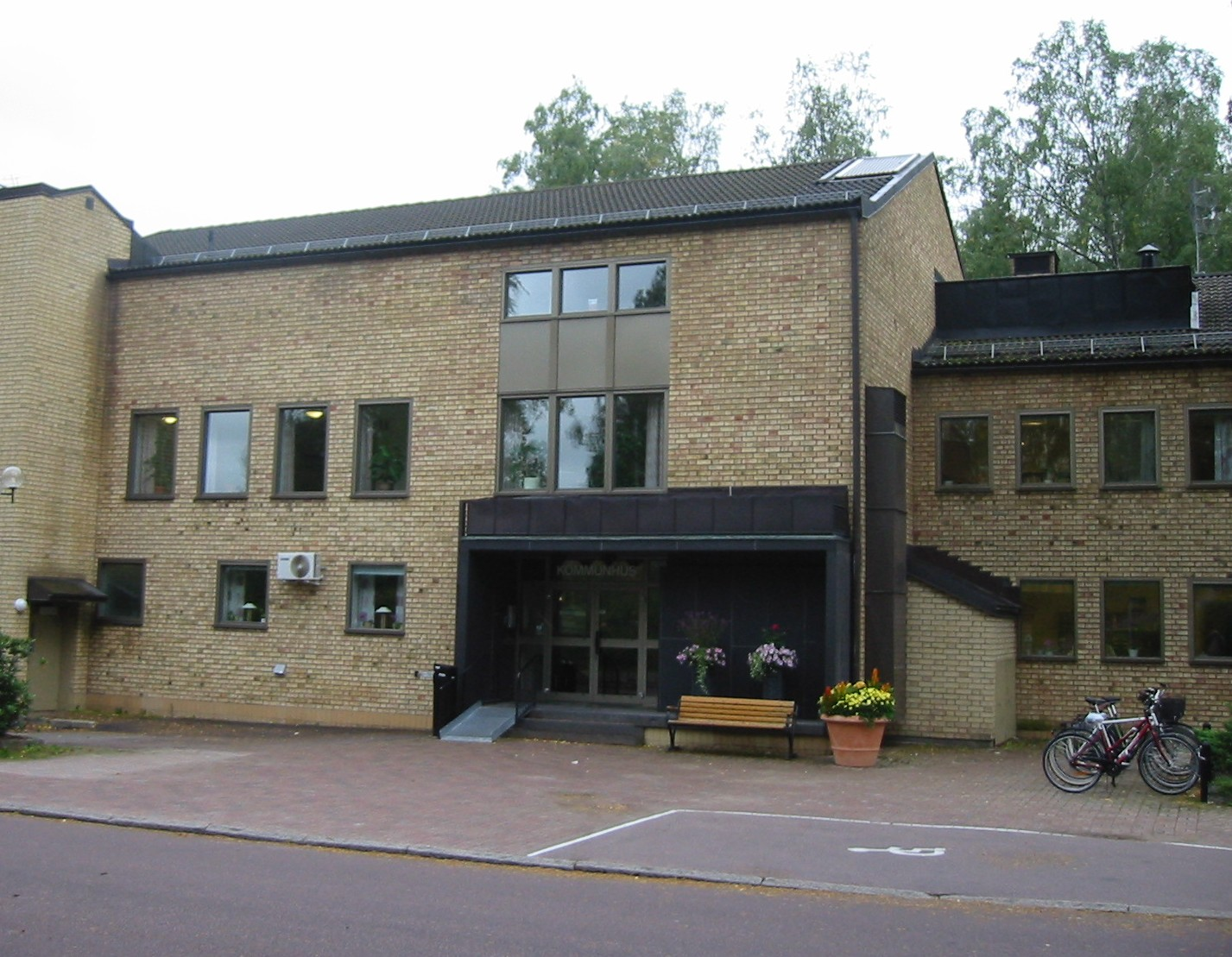
Управа комуни (Галльстагаммар)
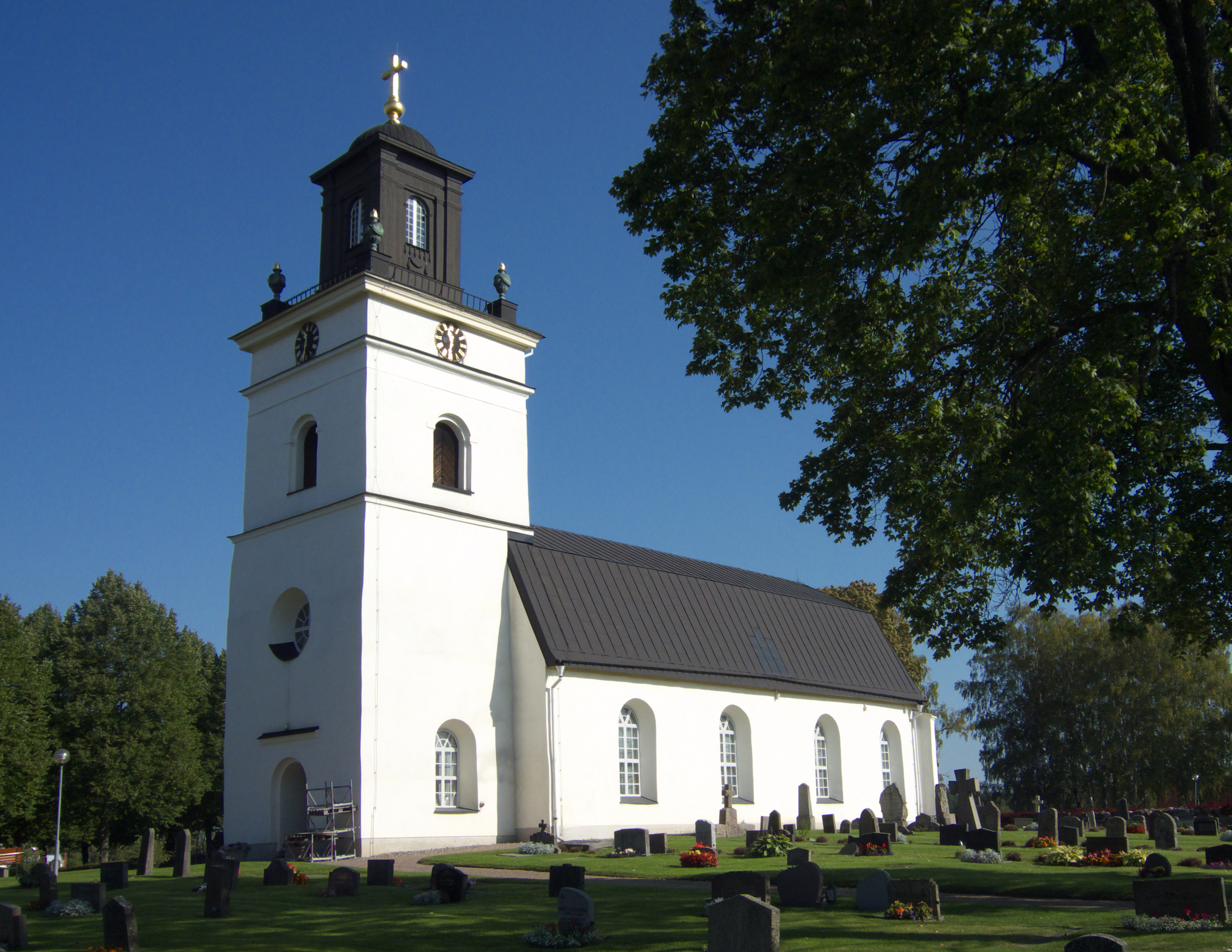
Церква (Кольбек)
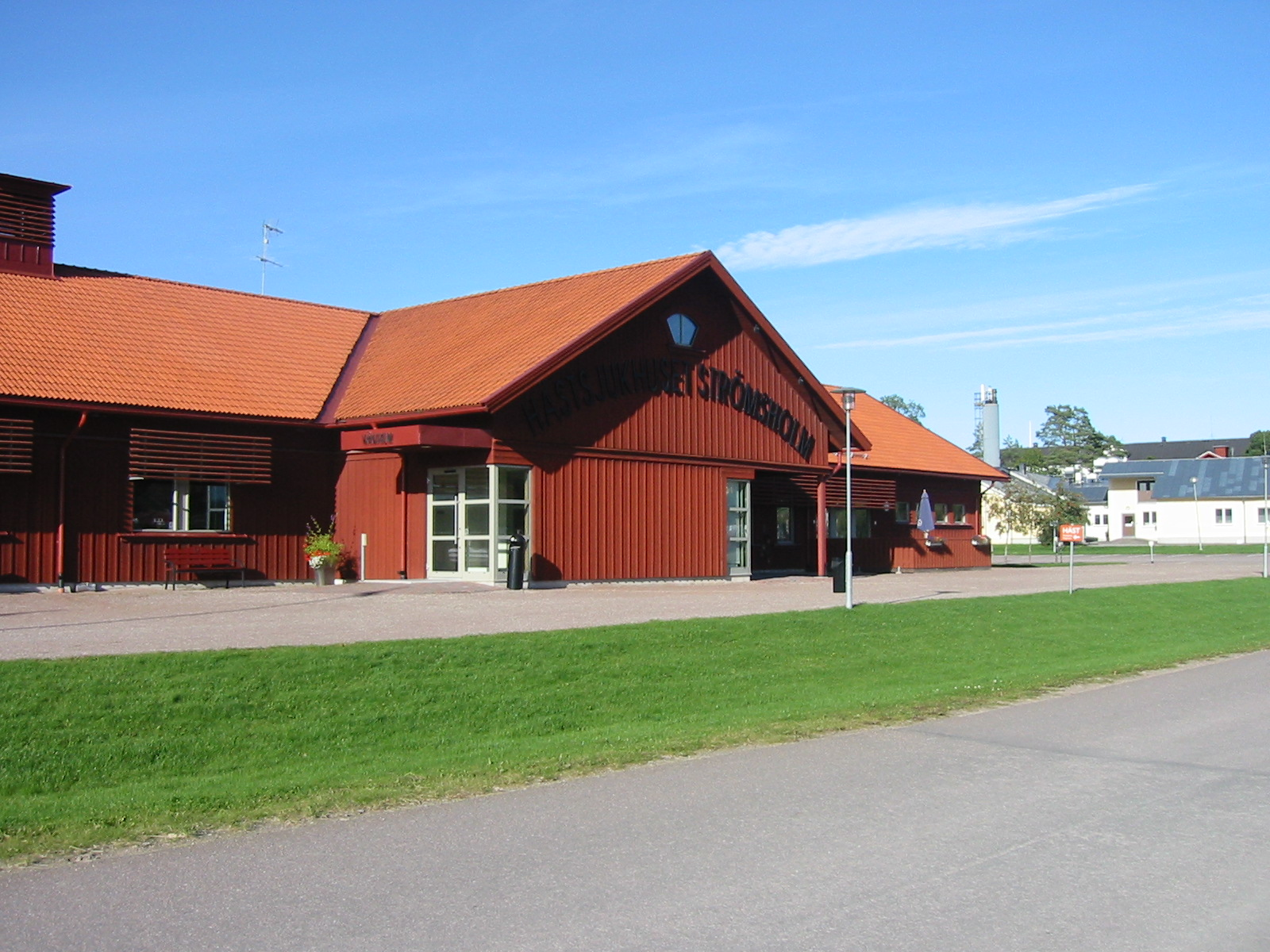
Містечко Стремсгольм
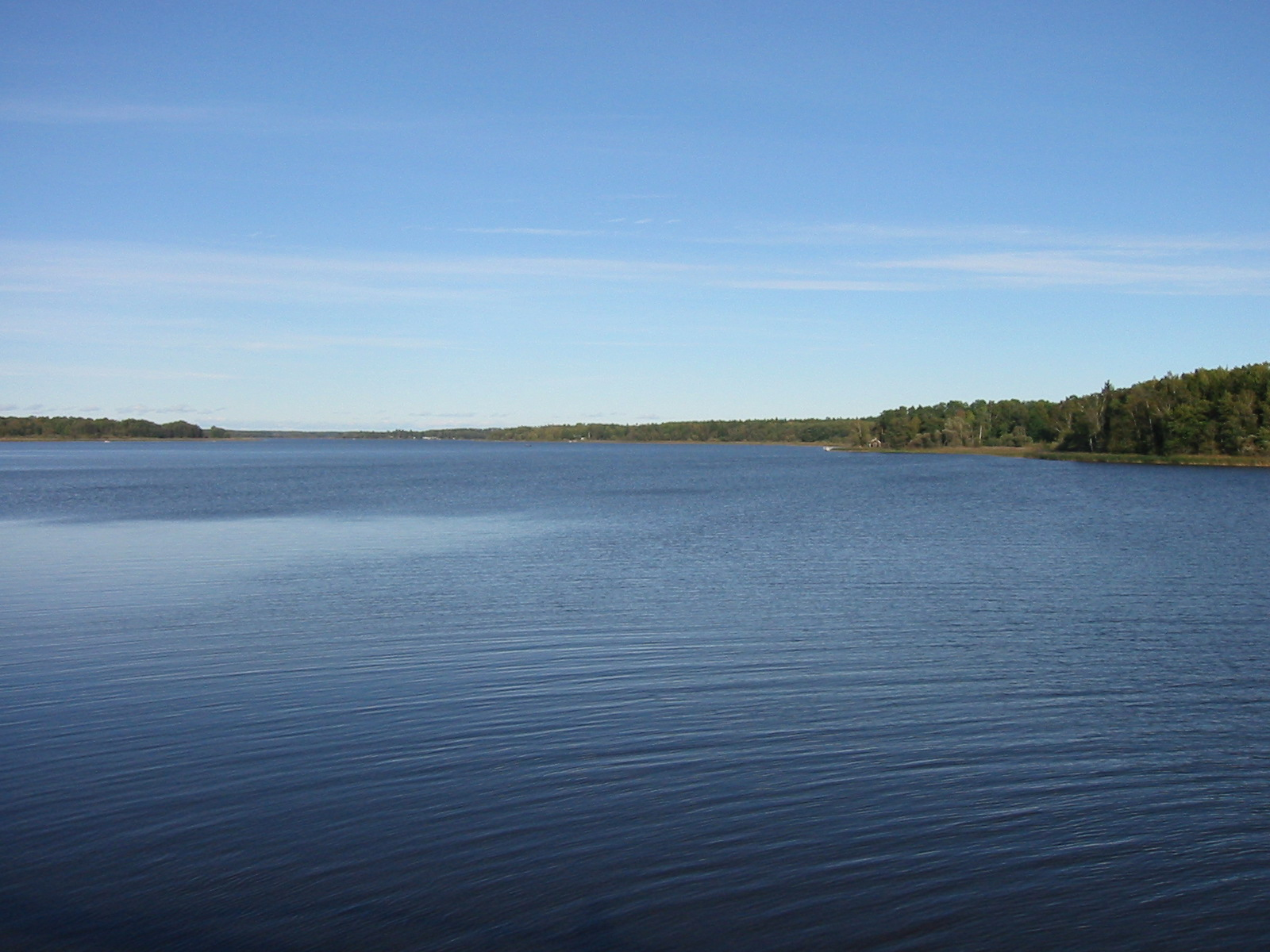
Озеро Меларен

## Виноски
1. ↑  Folkmangd i riket, lan och kommuner (шв.) . Центральне бюро статистики Швеції. Архів оригіналу за 20 серпня 2013. Процитовано 10 лютого 2013.